# 馬納爾達爾
馬納爾達爾（挪威語：Marnardal）是挪威原西阿格德爾郡的一個市镇。
2020年1月1日，馬納爾達爾和曼达尔市镇一起并入里訥斯訥斯市镇，并隶属于新成立的阿格德尔郡。